# 七夕祭り (曲)
『七夕祭り』（たなばたまつり）は、日本のヴォーカルユニット・テゴマスの4枚目のシングル。発売元はジャニーズ・エンタテイメント。

## 解説
初回生産限定盤と通常盤の2形態で、デビュー曲『ミソスープ』に続き、日本とスウェーデンで同時発売された。初回生産限定盤は、PV+メイキングを収録したDVD付きで4面8Pジャケット仕様。通常盤は3面6Pジャケット仕様。両形態にシングル＆アルバム連動キャンペーン応募券が封入された（通常盤は初回プレスのみ）。
発売2日前の7月6日には恵比寿ザ・ガーデンルームで発売記念イベントが行われ、ファン200人を前に「七夕祭り」を含む4曲を披露した。
初週8.0万枚を売り上げ、2009年7月20日付オリコン週間シングルランキングで第1位となった。

## 収録曲

### CD

#### 通常盤
1. 七夕祭り
作詞：RYOka、作曲：Anderz Wrethov, Elin Wrethov, Johan Bejerholm、編曲：Anderz Wrethov, Johan Bejerholm
2. はなむけ
作詞：板橋カナオ、作曲：ヒロイズム、編曲：長岡成貢
3. 僕らしく
作詞：nami, AZUKI、作曲：Fredrik Hult, Carl Utbult, Thomas Johnsson、編曲：Fredrik Hult, Carl Utbult、コーラスアレンジ：知野芳彦
4. 終わらないで
作詞：森内優希、作曲：川副克弥、編曲：知野芳彦

#### 初回生産限定盤
1. 七夕祭り
2. はなむけ
3. 七夕祭り（オリジナル・カラオケ）

#### スウェーデン盤
1. 七夕祭り
2. TADAIMA OKAERI
3. LA LA SAKURA

### DVD
※初回生産限定盤のみ収録
1. 七夕祭り Music Clip & Making（25分収録）[1]